# Lenguas yumano-cochimíes
Las lenguas yumano-cochimíes constituyen una familia lingüística de lenguas amerindias habladas en California y Arizona, Estados Unidos; y la península de Baja California y el noroeste de Sonora en México. Fue incluida entre las lenguas hokanas por Voegelin y Haas, y como hoka-sioux por Edward Sapir.

## Clasificación
El cochimí es una lengua muerta. La lengua pai del norte o alto yumano es un complejo de tres dialectos diferentes (hualapai, yavapai, havasupai) que han sido reportados como lenguas separadas (de hecho, son bastante similares entre sí).

### Clasificación interna
La familia yumano-cochimí comprende once lenguas:
I. Cochimí
1. Idioma cochimí laymón (†)
II. Yumano
A. Yumano California-Delta
i. Diegueño
2. Idioma diegueño (t.c.c. ipai, iipay, etc.)
3. Idioma kumiai: 330 hablantes (2000)
4. Idioma tipai (mti'pai)
ii. Yumano del Delta del Colorado
5. Idioma cucapá: 350 (1998)
B. Yumano del Río
6. Idioma yuma: 150 (1994)
7. Idioma piipaash (o maricopa o pee-posh): 160 (2000)
8. Idioma mojave: 75 (1994)
C. Pai
9. Lenguas pai del norte
a. Idioma hualapai: 1000 (2000)
b. Idioma yavapai: 163 (2000)
c. Idioma havasupai: 530 (2000)
10. Idioma paipai: 162 (2010)
D. Kiliwa
11. Idioma kiliwa: 4 (2018)

### Relaciones con otras familias
Algunas propuestas incluyen a las lenguas guaicuranas como parte de la agrupación yumana. Las lenguas guaicuranas son un conjunto de idiomas hablados en el sur de la península de California, actualmente extintas en su totalidad. Se supone que debieron tener alguna afinidad con el cochimí, sin embargo, no hay suficiente evidencia para comprobar esta relación, e incluso se ha dudado de la posibilidad de que todas aquellas lenguas estuvieran emparentadas entre sí.
Otra propuesta común es presuponer algún tipo de parentesco lejano entre las lenguas yumano-cochimíes que son una familia bien identificada y cuyo parentesco es seguro y otras lenguas de California, en lo que se conoce como hipótesis hokana. Si bien el parentesco podría estar fundamentado, especialmente en lo que se refiere al parentesco con las lenguas pomoanas, no estaría del todo claro qué lenguas pueden considerarse como parte de la supuesta macrofamilia hokana y cuales no.

## Comparación léxica
Los numerales vienen dados por:
| GLOSA | A        | B        | B        | C        | D         | PROTO- YUMANO |
| GLOSA | Kumai    | Yuma     | Maricopa | Walapai  | Kiliwa    | PROTO- YUMANO |
| ----- | -------- | -------- | -------- | -------- | --------- | ------------- |
| 1     | ʔsin     | ʔašént   | sɛnt-    | sit      | m-sir     | *ʔsi(n)t      |
| 2     | xewak    | xavík    | xvɪk-    | hʷak     | xʷaq      | *xʷak         |
| 3     | xemuk    | xamók    | xmʊk-    | hmuk     | xmiʔq     | *xmɨʔk        |
| 4     | čepap    | čumpap   | čmpak    | hupáʔ    | mnaq      | *čpáp         |
| 5     | sarap    | saráp    | sarap-   | θaráp    | sal-čpam  | *θaR-         |
| 6     | xemxuk   | xumxuk   | xmxʊk-   | ta-spé   |           | *xemxuk       |
| 7     | pexkai   | paxkye   | pxkyeː-  | hʷak-spé |           | *p(V)xkay     |
| 8     | špxuk    | sipxuk   | sapxʊk-  | hmuk-spé |           | s?pxuk        |
| 9     | yamxemuk | xamxamók | nym xmʊk | halθúy   |           | ?             |
| 10    | saxuk    | šaxuk    | šaxʊk    | vwáy     | čpam-msir | ?             |

El proyecto ASJP reconstruye para las lenguas yumanas a partir de las similitudes de vocabulario reconstruye el siguiente árbol para las lenguas yumanas:

|  | \| \| Cucapá \| \| \| \| \| \| Tipai \| \| \| \| |
|  |                                                  |
|  | Ipai (diegueño)                                  |
|  |                                                  |
|  | Cucapá                                           |
|  |                                                  |
|  | Tipai                                            |
|  |                                                  |

|  | Cucapá |
|  |        |
|  | Tipai  |
|  |        |

|  | Mohave                                            |
|  |                                                   |
|  | \| \| Maricopa \| \| \| \| \| \| Yuma \| \| \| \| |
|  |                                                   |
|  | Maricopa                                          |
|  |                                                   |
|  | Yuma                                              |
|  |                                                   |

|  | Maricopa |
|  |          |
|  | Yuma     |
|  |          |

|  | \| \| Cucapá \| \| \| \| \| \| Tipai \| \| \| \| |
|  |                                                  |
|  | Ipai (diegueño)                                  |
|  |                                                  |
|  | Cucapá                                           |
|  |                                                  |
|  | Tipai                                            |
|  |                                                  |

|  | Cucapá |
|  |        |
|  | Tipai  |
|  |        |

|  | Mohave                                            |
|  |                                                   |
|  | \| \| Maricopa \| \| \| \| \| \| Yuma \| \| \| \| |
|  |                                                   |
|  | Maricopa                                          |
|  |                                                   |
|  | Yuma                                              |
|  |                                                   |

|  | Maricopa |
|  |          |
|  | Yuma     |
|  |          |

|  | \| \| Cucapá \| \| \| \| \| \| Tipai \| \| \| \| |
|  |                                                  |
|  | Ipai (diegueño)                                  |
|  |                                                  |
|  | Cucapá                                           |
|  |                                                  |
|  | Tipai                                            |
|  |                                                  |

|  | Cucapá |
|  |        |
|  | Tipai  |
|  |        |

|  | Mohave                                            |
|  |                                                   |
|  | \| \| Maricopa \| \| \| \| \| \| Yuma \| \| \| \| |
|  |                                                   |
|  | Maricopa                                          |
|  |                                                   |
|  | Yuma                                              |
|  |                                                   |

|  | Maricopa |
|  |          |
|  | Yuma     |
|  |          |

|  | \| \| Cucapá \| \| \| \| \| \| Tipai \| \| \| \| |
|  |                                                  |
|  | Ipai (diegueño)                                  |
|  |                                                  |
|  | Cucapá                                           |
|  |                                                  |
|  | Tipai                                            |
|  |                                                  |

|  | Cucapá |
|  |        |
|  | Tipai  |
|  |        |

|  | Mohave                                            |
|  |                                                   |
|  | \| \| Maricopa \| \| \| \| \| \| Yuma \| \| \| \| |
|  |                                                   |
|  | Maricopa                                          |
|  |                                                   |
|  | Yuma                                              |
|  |                                                   |

|  | Maricopa |
|  |          |
|  | Yuma     |
|  |          |

|  | Havasupai |
|  |           |
|  | Walapai   |
|  |           |

|  | Pai     |
|  |         |
|  | Yavapai |
|  |         |

|  | Havasupai |
|  |           |
|  | Walapai   |
|  |           |

|  | Pai     |
|  |         |
|  | Yavapai |
|  |         |

|  | Havasupai |
|  |           |
|  | Walapai   |
|  |           |

|  | Pai     |
|  |         |
|  | Yavapai |
|  |         |

|  | Havasupai |
|  |           |
|  | Walapai   |
|  |           |

|  | Pai     |
|  |         |
|  | Yavapai |
|  |         |

|  | \| \| Cucapá \| \| \| \| \| \| Tipai \| \| \| \| |
|  |                                                  |
|  | Ipai (diegueño)                                  |
|  |                                                  |
|  | Cucapá                                           |
|  |                                                  |
|  | Tipai                                            |
|  |                                                  |

|  | Cucapá |
|  |        |
|  | Tipai  |
|  |        |

|  | Mohave                                            |
|  |                                                   |
|  | \| \| Maricopa \| \| \| \| \| \| Yuma \| \| \| \| |
|  |                                                   |
|  | Maricopa                                          |
|  |                                                   |
|  | Yuma                                              |
|  |                                                   |

|  | Maricopa |
|  |          |
|  | Yuma     |
|  |          |

|  | \| \| Cucapá \| \| \| \| \| \| Tipai \| \| \| \| |
|  |                                                  |
|  | Ipai (diegueño)                                  |
|  |                                                  |
|  | Cucapá                                           |
|  |                                                  |
|  | Tipai                                            |
|  |                                                  |

|  | Cucapá |
|  |        |
|  | Tipai  |
|  |        |

|  | Mohave                                            |
|  |                                                   |
|  | \| \| Maricopa \| \| \| \| \| \| Yuma \| \| \| \| |
|  |                                                   |
|  | Maricopa                                          |
|  |                                                   |
|  | Yuma                                              |
|  |                                                   |

|  | Maricopa |
|  |          |
|  | Yuma     |
|  |          |

|  | \| \| Cucapá \| \| \| \| \| \| Tipai \| \| \| \| |
|  |                                                  |
|  | Ipai (diegueño)                                  |
|  |                                                  |
|  | Cucapá                                           |
|  |                                                  |
|  | Tipai                                            |
|  |                                                  |

|  | Cucapá |
|  |        |
|  | Tipai  |
|  |        |

|  | Mohave                                            |
|  |                                                   |
|  | \| \| Maricopa \| \| \| \| \| \| Yuma \| \| \| \| |
|  |                                                   |
|  | Maricopa                                          |
|  |                                                   |
|  | Yuma                                              |
|  |                                                   |

|  | Maricopa |
|  |          |
|  | Yuma     |
|  |          |

|  | \| \| Cucapá \| \| \| \| \| \| Tipai \| \| \| \| |
|  |                                                  |
|  | Ipai (diegueño)                                  |
|  |                                                  |
|  | Cucapá                                           |
|  |                                                  |
|  | Tipai                                            |
|  |                                                  |

|  | Cucapá |
|  |        |
|  | Tipai  |
|  |        |

|  | Mohave                                            |
|  |                                                   |
|  | \| \| Maricopa \| \| \| \| \| \| Yuma \| \| \| \| |
|  |                                                   |
|  | Maricopa                                          |
|  |                                                   |
|  | Yuma                                              |
|  |                                                   |

|  | Maricopa |
|  |          |
|  | Yuma     |
|  |          |

|  | Havasupai |
|  |           |
|  | Walapai   |
|  |           |

|  | Pai     |
|  |         |
|  | Yavapai |
|  |         |

|  | Havasupai |
|  |           |
|  | Walapai   |
|  |           |

|  | Pai     |
|  |         |
|  | Yavapai |
|  |         |

|  | Havasupai |
|  |           |
|  | Walapai   |
|  |           |

|  | Pai     |
|  |         |
|  | Yavapai |
|  |         |

|  | Havasupai |
|  |           |
|  | Walapai   |
|  |           |

|  | Pai     |
|  |         |
|  | Yavapai |
|  |         |

### Bibliograpfía
- Mithun, Marianne. (1999). The languages of Native North America. Cambridge: Cambridge University Press. ISBN 0-521-23228-7 (hbk); ISBN 0-521-29875-X.